# Cheile Cibului
Cheile Cibului – wieś w Rumunii, w okręgu Alba, w gminie Almașu Mare. W 2011 roku liczyła 20 mieszkańców.